# Alde Maaie
Alde Maaie viel op 12 mei en was van 1701 tot in de 20e eeuw de Friese naam voor de grote verhuisdag in de provincie Friesland.
Voor 1701 werden op 1 mei juliaanse kalender de pachtovereenkomsten afgesloten en werden de knechten en meiden verhuurd voor het komende jaar. 1 mei was dus de grote verhuisdag in Friesland.
Op 1 januari 1701 werd in Friesland de gregoriaanse kalender ingevoerd. De kalender versprong eenmalig 11 dagen, en in plaats van 1 januari was het die dag 12 januari.
De Friezen vonden het onbillijk om met terugwerkende kracht een contract te veranderen. Het volgens afspraak handhaven van het volle recht en het volle genot vonden ze belangrijker. Wanneer in 1701 de grote verhuisdag als gebruikelijk zou plaatsvinden op 1 mei, zouden de pachters 11 dagen gebruik van de grond missen en zouden de boeren 11 dagen werk van hun personeel mislopen. De contracten werden daarom niet op de 'Nije Maaie', de nieuwe 1ste mei, maar op de 'âlde Maaie', de oude 1ste van mei ofwel 12 mei Gregoriaanse tijdrekening, vernieuwd.
Dit gebeurde sindsdien elk jaar opnieuw, 12 mei was nu de grote verhuisdag en werd Alde Maaie genoemd. Dat dit gebruik aan het begin van de 20e eeuw nog springlevend was blijkt uit een krantenberichtje: "De Burgemeester van Idaarderadeel; Nodigt de ingezetenen der gemeente uit, daar de algemeene verhuisdag (12 Mei) dit jaar op Hemelvaartsdag invalt, zooveel mogelijk de verhuzing in ieder dorp te doen op Woensdag 11 of op Vrijdag 13 Mei 1904."